# Sojusz Nasza Mołdawia
Partia Sojusz Nasza Mołdawia, PAMN (rum. Partidul Alianță Moldova Noastră) – funkcjonująca w latach 2003-2011 centrolewicowa, liberalna partia polityczna z Mołdawii. 

## Wyniki wyborcze
Po raz pierwszy w ogólnokrajowych wyborach ugrupowanie wystartowało w 2005 roku, jako jedna z trzech partii tworzących koalicję wyborczą Demokratyczna Mołdawia. Koalicja zdobyła 28,4% ważnie oddanych głosów, uzyskując łącznie 34 mandaty. W kolejnych wyborach zorganizowanych w kwietniu 2009, partia zdobyła 9,8% oddanych głosów i 11 mandatów parlamentarnych. W wyniku przyspieszonych wyborów w lipcu tego samego roku, ugrupowanie utraciło 4 miejsca w parlamencie (7,35% głosów). W swoich ostatnich wyborach w 2010 roku przed rozwiązaniem ugrupowania, PAMN zdobyła lekko ponad 2% ważnie oddanych głosów, nie przekraczając progu wyborczego. 
| Wybory | Poparcie | Zmiana punktów procentowych | Mandaty | Zmiana |
| ------ | -------- | --------------------------- | ------- | ------ |
| 2005   | 28,4%    | -                           | 34      | -      |
| 2009   | 9,8      | -                           | 11      | -      |
| 2009   | 7,4%     | 2,4%                        | 7       | 4      |
| 2010   | 2%       | 5,4%                        | 0       | 7      |

- W wyborach w 2005 roku PAMN wraz z Demokratyczną Partią Mołdawii oraz Partią Socjalliberalną startowała jako koalicja wyborcza Demokratyczna Mołdawia.